# 米格尔·安赫尔·马丁内斯·马丁内斯
米格尔·安赫尔·马丁内斯·马丁内斯（西班牙語：Miguel Ángel Martínez Martínez，1940年1月30日—）是西班牙政治人物，西班牙工人社会党党员。曾任歐洲議會議員，欧洲议会副主席。
1940年出生于马德里。1957年进入马德里康普顿斯大学学习医学。1961年加入西班牙社会主义青年团。1962年2月被捕。之后流亡法国图卢兹。西班牙民主转型后，于1977年至1999年担任西班牙眾議院议员。